# شکست‌ناپذیر (شعر)
«شکست‌ناپذیر» (به انگلیسی: Invictus) شعری است از ویلیام ارنست هنلی که برای اولین بار در سال ۱۸۷۵ منتشر شد.

## زمینه
ویلیام هنلی در سن ۱۲ سالگی و بر اثر سل استخوان یک پای خود را از زیر زانو از دست می‌دهد. با این وجود او تسلیم نمی‌شود و زندگی فعالی را در پیش می‌گیرد تا جایی که ورود به دانشگاه آکسفورد تنها یکی از موفقیت‌های او را تشکیل می‌دهد.

## متن شعر
در فراسوی شبی که مرا در برگرفته
تیره چون مغاکی میان دو قطب
هرچه خدای را شکرگزار از برای
روح تسخیر ناپذیر خویشتنم

در فرود چنگال شرایط
خم به ابرو نیاورده و زاری نکرده ام
زیر آوار پتک سرنوشت
سرم گرچه خونین اما قد برافراشته است

در فراسوی این جایگاه پر از خشم و اشک
که جز سایه‌های وحشت دیده نمی‌شود
با تمامی تهدید و رنج سالیان دراز
در من از هول و هراس نشانی نیست

اهمیت ندارد،  گذرگاه چه اندازه دشوار
چه اندازه نامه اعمال مملو از مجازات
من، ارباب سرنوشت خود هستم
من، ناخدای سرشت خویشتنم

## ارجاع به فرهنگ عامه
- شعر شکست ناپذیر را نلسون ماندلا بر روی یک کاغذ بر روی دیوارش در سلول زندان به همراه خود داشت.
- عنوان فیلم شکست ناپذیر (فیلم) به کارگردانی کلینت ایستوود و با بازی مت دیمون و مورگان فریمن از این شعر گرفته شده.